# Hambo
Der Hambo ist ein schwedischer Volkstanz im Dreivierteltakt und wird paarweise getanzt. 

## Musik
Der Hambo wird als gammaldans (Tanz, der aus der Zeit vor den 1930er Jahren stammt) bezeichnet, obwohl er erst relativ spät entstanden ist. Die Musik wird im Dreivierteltakt gespielt, mit einer starken Betonung des ersten Schlages in zügigem, aber nicht zu schnellem Tempo (100–120 Schläge, also 33–40 Takte pro Minute). Die Musik ist dabei immer ein Vielfaches von acht Takten.

## Geschichte
Einer der möglichen Ursprünge des Hambos ist die Polka-Mazurka, ein Tanz mit vielen Drehungen, der in der zweiten Hälfte des 19. Jahrhunderts sehr beliebt war. Der Ausdruck polka-mazurka ist auch in Notenbüchern des frühen 20. Jahrhunderts zu finden, die von den ländlichen Volksmusikanten verwendet wurden. Eine der Drehfiguren des Tanzes wurde um 1900 in Schweden zu einem eigenständigen Tanz entwickelt und zu älterer Polskamusik getanzt, zum Beispiel hambopolska, aber mit starker Betonung des ersten Schlages. Das Wort Polska bedeutet in Schweden unter anderem polnischer Tanz. Zu Beginn des 20. Jahrhunderts gab es dann eine einfachere Variante des Hambos mit zwei kleinen Schritten; die beiden ersten Schritte wurden als Vorwärtsschritte ausgeführt, dann kamen die Drehungen. Die Varianten des Hambos, die heute getanzt werden, mit dem sogenannten dalsteg in den ersten beiden Takten, entstanden Mitte des 20. Jahrhunderts.
Charakteristisch für diesen Tanz ist, dass Tänzer und Tänzerin bei den Drehungen die Schritte unterschiedlich betonen, was dem Tanz – auch im gemäßigten Tempo – eine gewisse Dynamik verleiht.

## Varianten
Bei der heute gebräuchlichen Form des Hambos hält der Tänzer mit seiner Rechten die linke Hand der Tänzerin. Er tanzt im ersten Takt, links beginnend, einen Vorwärtsschritt und hebt seinen rechten Fuß diagonal vor sein linkes Schienbein, das ist der Dalsteg-Schritt. Im zweiten Takt macht er dasselbe mit dem rechten Fuß. Die Tänzerin führt die Bewegungen spiegelbildlich aus. Nach den zwei Dalsteg-Schritten, im nächsten Takt, tanzt das Paar drei Vorwärtsschritte, gefolgt von vier Drehungen mit vier Hamboschritten und abschließend drei weiteren kleinen Vorwärtsschritten.

## Wettbewerbe
In Schweden finden jährliche Hambo-Weltmeisterschaften statt, genannt „Hälsingehambo“.